# Mitologia azteca

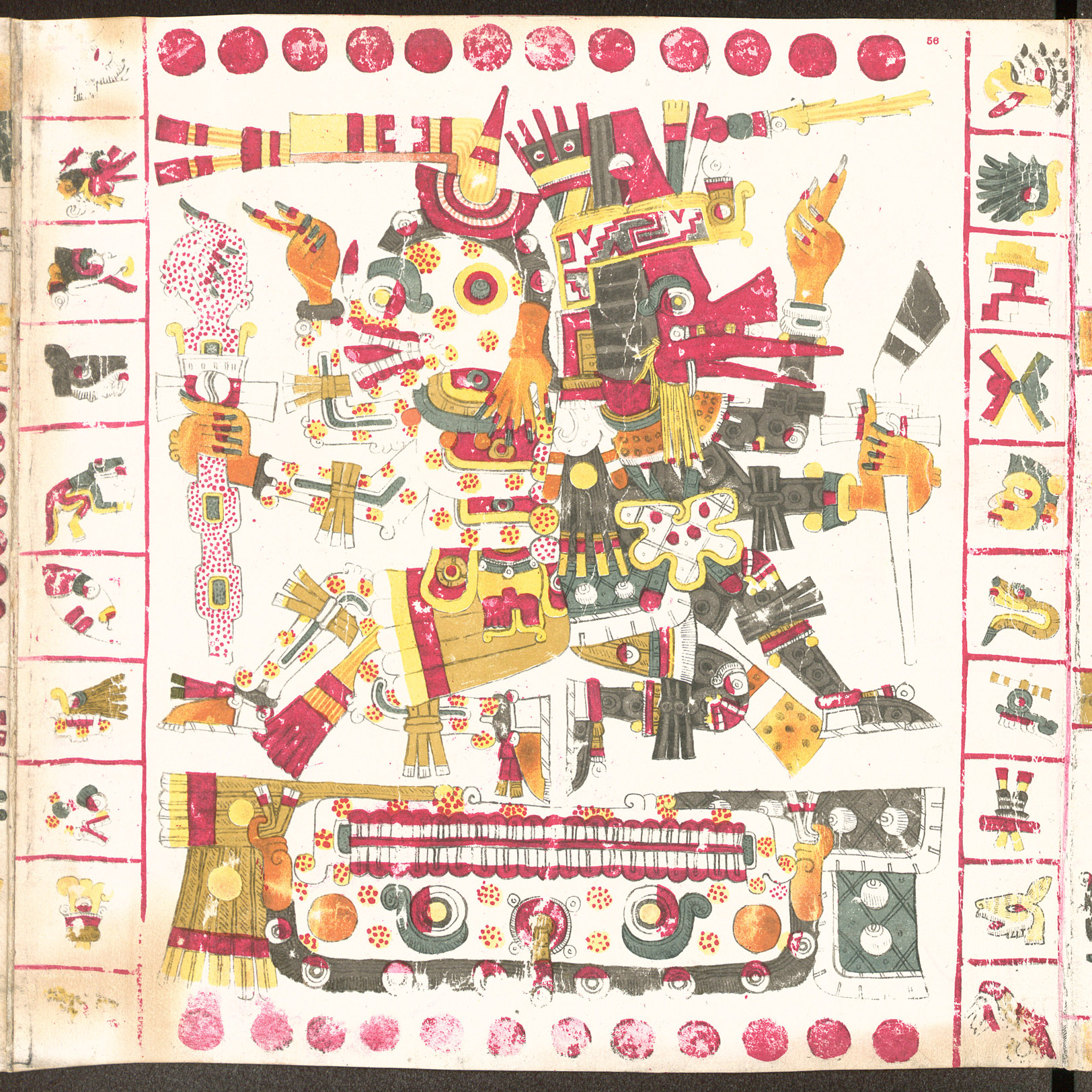
Mictlantecuhtli e Quetzalcoatl. Questi dèi simboleggiano la vita e la morte.

La mitologia azteca è il complesso di miti e credenze religiose sviluppati dal popolo degli Aztechi. Gli Aztechi erano originariamente una delle tribù nahua e quando arrivarono alla valle del Messico, portarono con loro le proprie divinità. Il più importante era Huitzilopochtli, il cui nome, tradotto letteralmente, significa "il colibrì del sud", espressione che, secondo Laurette Séjourné, nel linguaggio esoterico nahuatl si può tradurre come "l'anima del guerriero che viene dal Paradiso".
Nella valle del Messico, o valle del Anahuac, gli Aztechi cercarono di incorporare la cultura e le divinità delle civilizzazioni più avanzate che avevano trovato al loro arrivo con quelle delle civiltà più antiche, come quella dei Toltechi. Da questa fusione nacquero Tlaloc, Tezcatlipoca e Quetzalcoatl. Non v'è dubbio che alcuni capi aztechi, come Tlacaelel, modificarono la storia per poter portare le proprie divinità tribali, Huitzilopochtli, allo stesso livello della maggior parte delle divinità nahua. Man mano che gli Aztechi cominciarono a conquistare altri popoli, furono accettati nuovi dei e le loro storie vennero intrecciate a quelle delle divinità che già veneravano.
Studiosi come Miguel León-Portilla suggeriscono che, all'epoca della conquista, gli Aztechi stessero attraversando una fase di sincretismo, durante la quale tutti gli dei venivano considerati semplici espressioni della potenza di una divinità principale, Ometeotl/Omecihuatl. Questa è una semplice ed antica coppia di dei, i cui nomi significano letteralmente "Signore due, Signora due", che però vengono solitamente tradotti come "nostro signore/signora della dualità", implicando un dio con caratteristiche maschili e femminili. Questo dio è molto più antico della civilizzazione nahua e secondo alcune leggende sarebbe l'origine di tutti gli dei. Il popolo non lo conosceva, ma nelle classi più elevate si manifestava una specie di culto nei suoi confronti. Altri nomi col quale veniva definito: "Il signore di ciò che è vicino", "L'inventore di se stesso" e Tonacatecuhtli (Il Signore della nostra carne).

## Gruppi di divinità
- Centzon Totochtin, i "quattrocento conigli", erano le divinità dell'ubriachezza
- Tzitzimime, i "mostri del cielo", erano divinità-stelle o demoni
- Zaund, le divinità del suono, portatori di pace e tranquillità

## Creature soprannaturali - Mostri, angeli e incarnazioni di pianeti
- Chaneque
- Cipactli origine della Terra
- Civatateo
- Nahual
- Tecciztecatl
- Tlahuixcalpantecuhtli
- Tlaltecuhtli

## Re
- Mictlantecuhtli

## Località
- Iztaccíhuatl il mondo sotterraneo di Mictlan
- Popocatépetl Talocan, il primo paradiso
- Tlillan-Tlapallan regno di mezzo del Cielo (paradiso di mezzo) riservato a coloro che comprendevano la saggezza di Quetzalcoatl
- Tonatiuhichan il sommo paradiso

## Esseri umani
- Mayahuel
- Yolteotl: essere dalle capacità creative spirituali
- Coxcox